# Democratische Unie van Hongaren in Roemenië
De Democratische Unie van Hongaren in Roemenië (Hongaars: Romániai Magyar Demokrata Szövetség, RMDSZ; Roemeens: Uniunea Democrată Maghiară din România, UDMR), is een politieke partij die de Hongaarse minderheid in Roemenië vertegenwoordigt. Bij de parlementsverkiezingen van 30 november 2008 behaalde de UDMR 22 zetels in de Kamer van Afgevaardigden (6,2%) en 9 zetels in de Senaat (6,39%). In 2012 won de partij achttien zetels in de Kamer van Afgevaardigden en negen in de Senaat. Sinds 2014 maakt de UDMR deel uit van de regering Ponta. In het Europees Parlement bezet de partij drie zetels van de Europese Volkspartij.
Tot 2003 was bisschop László Tőkes van de Hongaarse Gereformeerde Kerk erevoorzitter van de UDMR.

## Geschiedenis
In 1920 werd Transsylvanië (Zevenburgen), een gebied waar zowel veel Roemenen als Hongaren wonen, onderdeel van het Koninkrijk Roemenië. Hierdoor kwam er een grote Hongaarse minderheid in Roemenië te wonen. Politiek bewuste Hongaren richtten daarop de Partidul Maghiar (1922) op. De PM stond sinds 1926 onder leiding van graaf Gyula Bethlen, een rijke aristocraat uit Transsylvanië. De partij verwierf bij de verkiezingen meestal rond de 10 zetels. Haar grootste succes boekte ze bij de laatste vooroorlogse verkiezingen van 1937 toen de partij 19 zetels in het parlement verkreeg. Na de Tweede Wereldoorlog kwam de Hongaarse Volksunie (UPM). Deze partij werd al spoedig onder controle van het door de communisten gedomineerde Nationaal Democratisch Front gesteld. Omstreeks 1947/1948 was de partij volledig in de handen van het Nationaal Democratisch Front gevallen en bij de parlementsverkiezingen van 28 maart 1948 deed de partij mee aan de verkiezingen als onderdeel van het Nationaal Democratisch Front. In de jaren 50 werd de UPM echter verboden en belandde haar voorzitter, Gyarfas Kurko, achter de tralies.
Aanvankelijk respecteerden de communisten de culturele verscheidenheid in Roemenië, maar zeker onder Nicolae Ceaușescu, de secretaris-generaal van de Roemeense Communistische Partij (RCP) van 1965 tot 1989, werd er een Roemeense nationalistische politiek gevoerd.
Op 25 december 1989, vlak na de Roemeense Revolutie, werd de Democratische Unie van Hongaren in Roemenië opgericht. Bij de eerste vrije parlementsverkiezingen van 20 mei 1990 behaalde de UDMR 29 zetels. Tot 1996 was de UDMR een oppositiepartij, maar in 1996, na de verkiezingsoverwinning van de Roemeense Democratische Conventie (een brede alliantie van diverse partijen), werd de UDMR in een door de Roemeense Democratische Conventie gedomineerde coalitie onder Victor Ciorbea opgenomen. Ook aan de daaropvolgende regeringen van de Conventie nam de UDMR deel. Bij de parlementsverkiezingen van 26 november 2000 wonnen de sociaaldemocratische partijen PDSR en de PSDR en vormden daarop een regering onder Adrian Năstase. Ofschoon de UDMR niet toetrad tot het kabinet, tekenden de UDMR en het kabinet diverse contracten waarin de regering bepaalde rechten van de Hongaarse minderheid erkende en waarborg. In ruil daarvoor steunde UDMR het kabinet vanuit het parlement.
Binnen de UDMR waren velen kritisch over de in hun ogen te compromisachtige koers van de partij. Zij vonden dat de partij te bereidwillig was en te veel uit is op een goede verstandhouding met de regering terwijl zij er zelf nauwelijks van profiteerde. Een groep scheidde zich in 2003 om die redenen van de UDMR af en vormden de Burgerunie van Hongaren. László Tőkes, de erevoorzitter van de UDMR en tevens de man die tijdens de Roemeense Revolutie een sleutelrol vervulde, stapte vanwege de interne partijtwisten uit de partij.
Ondanks de voorvallen in 2003, wist de UDMR bij de Roemeense parlementsverkiezingen van 28 november 2004 22 zetels te veroveren in de Kamer van Afgevaardigden, slechts een terugval van 5 zetels.
Bij de presidentsverkiezingen van november/december 2004 steunde de UDMR de kandidaat van de verkiezingsalliantie Nationale Unie PSD + PUR (sociaaldemocraten en conservatieven), Adrian Năstase (PSD). Tegen de verwachting in werd Traian Băsescu van de Alliantie van Recht en Waarheid tot president gekozen. De PUR verliet daarop de Nationale Unie en sloot zich aan bij de Alliantie van Recht en Waarheid. De UDMR besloot zich ook aan de sluiten bij die alliantie en er werd een nieuw kabinet gevormd onder Călin Popescu-Tăriceanu van de Nationaal-Liberale Partij, onderdeel van de Alliantie van Recht en Waarheid. In dit kabinet zaten vier UDMR'ers, te weten: Béla Markó (vicepremier, minister van Staat verantwoordelijk voor Cultuur, Onderwijs en Europese Integratie), Zsolt Nagy (minister van Communicatie en ICT), László Borbely (minister belast met Coördinatie van de Controle van de Autoriteiten) en Iuliu Winkler (minister belast met Handel). Na oplopende spanningen tussen premier Călin Popescu-Tăriceanu en leden van de PD, ontsloeg Călin Popescu-Tăriceanu alle ministers van de PD en ging de PNL alleen verder met de UDMR in een minderheidskabinet dat voor het resterende jaar werd gedoogd door de PSD.
Na de verkiezingen van 2008 raakte de UDMR in de oppositie tot 2009, toen het deelnam aan het kabinet Boc II. Na de val van dit kabinet vormde de UDMR samen met de PD-L en de UNPR een kabinet onder leiding van Mihai Răzvan Ungureanu. Dit kabinet hield het slechts enkele maanden vol waarna het met een motie van wantrouwen naar huis werd gestuurd. De alliantie (USL) van PSD leider Victor Ponta en de PNL van Crim Antonescu vormde de nieuwe regering samen met de PC en de UNPR. De UDMR raakte in de oppositie.
Nadat de PNL op 26 februari 2014 uit de alliantie stapte begon Victor Ponta te onderhandelen met de UDMR om een meerderheid de kamers te behouden. Op 5 maart 2014 sloot de UDMR een akkoord over de toetreding tot de regering van Victor Ponta. Ze krijgt drie ministers te weten Hunor Kelemen (vice-premier en minister van Cultuur), Attila Koródi (Milieu) en Gabriela Szabó (Jeugd en Sport).

## Ideologie
Binnen de UDMR vinden sociaaldemocraten, liberalen, conservatieven en christendemocraten een plekje. In principe is iedere ideologie binnen de UDMR vertegenwoordigd, behalve extreemlinks en extreemrechts. Een partij die ook diverse ideologieën in zich verenigt is bijvoorbeeld de Südtiroler Volkspartei (Zuid-Tiroler Volkspartij). Over het algemeen is de UDMR een centristische partij. De partij is pro-Europees en prodemocratisch.
Bovenal is de UDMR een partij die de belangen behartigt van de Hongaarse minderheid in Roemenië. De partij streeft naar autonomie (culturele en regionale) voor de etnische minderheden (dus niet alleen specifiek voor de Hongaren). Daarnaast zijn belangrijke punten van de UDMR:
- Vrij gebruik van de moedertaal in privé en openbaar leven;
- Oprichting van scholen waar les wordt gegeven in niet-Roemeense talen;
- Integratie van Roemenië in de Europese Unie;
- Politieke decentralisatie van Roemenië;
- Consolidatie van de vrijemarkteconomie.

## Voorzitters
- Géza Domokos — 1989 - 1993
- Béla Markó — 1993 - 2011
- Hunor Kelemen — 2011 -

## Verkiezingsresultaten Kamer van Afgevaardigden 1990-heden
| Zetelverdeling 2000-heden |
| ------------------------- |
| 1990: 29                  |
| 1992: 27                  |
| 1996: 25                  |
| 2000: 27                  |
| 2004: 22                  |
| 2008: 22                  |
| 2012: 18                  |
| 2016: 21                  |
| 2020: 21                  |

## Verkiezingsresultaten Senaat 1990-heden
| Zetelverdeling 2000-heden |
| ------------------------- |
| 1990: 12                  |
| 1992: 12                  |
| 1996: 11                  |
| 2000: 12                  |
| 2004: 10                  |
| 2008: 9                   |
| 2012: 9                   |
| 2016: 9                   |
| 2020: 9                   |

## Verwijzing
1. ↑  [In het Hongaars: Magyar Párt]